# لاله کشاورز
لاله کشاورز (زادهٔ ۱۳۵۸ هجری خورشیدی در زاهدان) کوهنورد، مربی سنگ‌نوردی و کوه‌پیمایی و دندانپزشک ایرانی است. او به همراه فرخنده صادق نخستین زنان ایرانی و نخستین زنان مسلمان جهان هستند که در نهم خرداد ماه ۱۳۸۴ موفق به فتح قله اورست شدند. او همچنین در سال ۱۳۸۲ قله نیرخا رشته‌کوه هیمالیا را فتح کرده‌است.